# انس مخلوف
انس مخلوف (عربی: أَنَس مُحَمَّد مَخلُوف؛ زادهٔ ۱۲ ژوئن ۱۹۷۳) بازیکن سابق و مربی فوتبال اهل سوریه است.
از باشگاه‌هایی که در آن بازی کرده‌است می‌توان به باشگاه فوتبال شینیک یاروسلاول، باشگاه ورزشی المجد، باشگاه فوتبال روبین کازان، و باشگاه فوتبال کریلیا سووتوف سامارا اشاره کرد.
وی همچنین در تیم‌های ملی فوتبال زیر ۲۰ سال سوریه و سوریه بازی کرده‌است.